# Catherine Ribeiro
Catherine Ribeiro (Lione, 23 settembre 1941 – Martigues, 23 agosto 2024) è stata una cantante e attrice francese.

## Biografia
Proveniente da una famiglia di origine portoghese, Catherine Ribeiro nacque a Lione il 23 settembre 1941.
Iniziò a cantare negli anni '60, non disdegnando l'attività di attrice. Nel 1964 recitò nel film Buffalo Bill - L'eroe del Far West di John W. Fordson (pseudonimo di Mario Costa), e ne Les Carabiniers di Jean-Luc Godard; sarebbe tornata al cinema solo nel 1975 con Le Vivarium di Jacques Richard e successivamente nel 1993 con Chants de femmes di Richard Olivier.
Soprannominata in Francia la "passionaria rossa" e "la grande sacerdotessa della canzone francese", pubblicò il suo primo 45 giri nel 1964, a cui seguì la fondazione di due gruppi, prima i 2bis e poi gli Alpes (con cui pubblicò decine di album a partire dagli anni '70), gruppo con il quale si esibì di fronte a platee sterminate in Francia (fino a 100.000 persone) nei "sancta sanctorum" della musica francese come l'Olympia e il Bobino, e in eventi quali la fête de l'Humanité.
Nel 1971 il giornale Rock & Folk la inserì tra le 10 migliori interpreti femminili del mondo accanto a Janis Joplin, Joan Baez, Tina Turner, e Aretha Franklin. Dal 1982 al 2002 interpretò le grandi canzoni del repertorio francese di artisti come Jacques Prévert, Édith Piaf, Aragon, Léo Ferré e altri. Dello stesso periodo prese parte anche ad una collaborazione con l'ex cantante dei Genesis Peter Gabriel, autore del brano Dans le Creux de Ta Nuit, presente nel disco Soleil dans l'ombre, dove il musicista inglese accompagnò al pianoforte l'artista francese.
L'11 gennaio 2008 tornò sulle scene al Bataclan di Parigi con un gruppo di sei musicisti, concerto dal quale fu tratto un doppio cd dal titolo Live.
Insignita di diversi riconoscimenti nel suo paese per il suo impegno civile, fu firmataria dell'appello sia contro la tortura che contro la guerra in Iraq.
Morì a Martigues il 23 agosto 2024. Avrebbe compiuto 83 anni un'mese dopo.